# Лісовик Леонід Петрович
Леонід Петрович Лісовик (6 жовтня 1948, Турійськ — 25 березня 2018, Київ) — український кібернетик, доктор фізико-математичних наук (1990).

## Життєпис
Народився 6 жовтня 1948 року у місті Турійськ.
1972 року закінчив факультет кібернетики Київського національного університету імені Тараса Шевченка. 1974 — аспірантуру на кафедри теорії програмування.
Працював в Київському університеті після його закінчення: асистент, старший викладач, професор кафедри теорії та технології програмування з 1992 по 2008 рік.

Могила Леоніда Лісовика, Байкове кладовище

Кандидатська дисертація «Алгоритмічні питання алгебраїчної теорії формальних мов» (1974, науковий керівник — Володимир Редько).
Докторська дисертація на тему «Основи аналізу макроперетворювачів над розміченими деревами» (1990).
Помер на 70-му році життя 25 березня 2018 року. Був кремований, прах похований у колумбарії Байкового кладовища (50°24′54.64″ пн. ш. 30°30′16.58″ сх. д. / 50.4151778° пн. ш. 30.5046056° сх. д.).

## Наукові інтереси
- алгоритмічні проблем в алгебрі
- теорія трансдьюсерів
- теорія формальних мов і схематологія